# Жубер, Жонатан
Жоната́н Жубе́р (фр. Jonathan Joubert; 12 сентября 1979, Мец, Франция) — люксембургско-французский футболист, вратарь и капитан клуба «Ф91 Дюделанж». Выступал в национальной сборной Люксембурга.

## Биография
Жонатан Жубер с четырёх лет начал заниматься футболом. В 1997 году дебютировал в команде «Мец». Проведя в «Меце» два сезона, Жубер был куплен люксембургским клубом «Гревенмахер». В 2004 году он перешёл в люксембургский клуб «Ф91 Дюделанж» и по настоящее время играет в нём. В сезоне 2019/20 Жубер является самым возрастным игроком чемпионата Люксембурга.
Принял подданство Люксембурга и в июне 2006 года дебютировал в составе национальной сборной в матче против Португалии (0:3). 6 сентября 2016 года Жубер завершил карьеру в сборной в матче против Болгарии (3:4). В августе 2017 года главный тренер сборной Люксембурга Люк Хольц вновь вызвал Жубера в стан команды на матчи против Беларуси и Франции из-за проблем на вратарской позиции. Перед игрой с Беларусью у команды были проблемы с составом, так как у Люксембурга отсутствовало десять игроков. Встреча против белорусов завершилась минимальной победой карликовой сборной (1:0). Эта победа прервала девятиматчевую безвыигрышную серию. В матче против Франции Люксембург добился нулевой ничьей, таким образом, французы не смогли обыграть сборную карликового государства впервые с 1914 года. Жубер играл в качестве капитана, а после окончания встречи в прессе он был назван главным героем матча.
Всего за сборную провёл 87 матчей в которых пропустил 173 гола.

## Достижения
Ф91 Дюделанж
- Чемпион Люксембурга (10): 2004/05, 2005/06, 2006/07, 2007/08, 2008/09, 2010/11, 2011/12, 2013/14, 2015/16, 2016/17
- Серебряный призёр чемпионата Люксембурга (2): 2009/10, 2012/13
- Бронзовый призёр чемпионата Люксембурга (1): 2014/15
- Обладатель Кубка Люксембурга (6): 2006, 2007, 2009, 2012, 2016, 2017

Гревенмахер
- Чемпион Люксембурга (1): 2002/03
- Серебряный призёр чемпионата Люксембурга (3): 1999/00, 2000/01, 2001/02
- Обладатель Кубка Люксембурга (1): 2003